# Caral (caserío)
Caral es un caserío peruano ubicado en el distrito de Supe, perteneciente a la provincia de Barranca del departamento de Lima, en la costa central del Perú. 

## Ubicación
Caral se ubica al sureste de la provincia de Barranca, en el distrito de Supe, en el departamento de Lima. Se ubica cerca al sitio arqueológico del mismo nombre.

## Demografía
En 2017 Caral tenía una población de 702 habitantes.
| Gráfica de evolución demográfica de Caral entre 1993 y 2017 |
|                                                             |
| Fuentes: Población 1993 y 2017                              |